# Adílson Batista
Adílson Batista, född 16 mars 1968 i Adrianópolis i Brasilien, är en brasiliansk före detta fotbollsspelare som är nuvarande fotbollstränare.